# Treffen junger Autor*innen
Das Treffen junger Autor*innen (vorher Treffen junger Autoren) ist ein bundesweiter Literaturwettbewerb für Jugendliche und junge Erwachsene von 11 bis 21 Jahren. Er findet seit 1986 jährlich statt. Der Wettbewerb wird neben dem Treffen Junge Musik-Szene, dem Theatertreffen der Jugend und dem Tanztreffen der Jugend durch die Berliner Festspiele im Auftrag des Bundesministeriums für Bildung und Forschung ausgerichtet. Das Treffen junger Autor*innen ist Teil der Bundeswettbewerbe, die sich die Begabtenförderung von jungen Menschen in Deutschland zum Ziel gesetzt haben.

## Verlauf des Wettbewerbs
Zur Bewerbung zugelassen sind sämtliche Textformen, -genres und -gattungen. Eine unabhängige Fachjury aus Autoren wählt in der Regel 20 Preisträger aus. Zu den zentralen Auswahlkriterien zählt laut Homepage unter anderem, „wie kreativ in den Texten Geschichten erzählt und Bilder gebaut oder Stimmung und Atmosphäre in Worte gefasst werden.“
Die Ausschreibungsphase des Wettbewerbes startet im März und endet am 15. Juni eines jeden Jahres. Sie wird auf der Homepage der Berliner Festspiele bekannt gegeben. Das Auswahlverfahren ist jeweils bis Ende September abgeschlossen.

## Preise
Der Preis des Wettbewerbs für die ausgewählten jungen Autoren ist die Teilnahme am fünftägigen Treffen junger Autor*innen in Berlin. Im Mittelpunkt des Treffens steht die öffentliche Lesung der Preisträgertexte im Haus der Berliner Festspiele. Im Rahmen der Vorbereitung bietet das Treffen den ausgewählten jungen Autoren ein umfangreiches Rahmenprogramm mit Gesprächen, Lesungen und Workshops zu Prosa, Lyrik, szenischem Schreiben, Poetry Slam und genreübergreifenden Schreibexperimenten. Sie erhalten Gelegenheit, ihre eigenen und andere Texte zu reflektieren und sich über Aspekte des Schreibprozesses auszutauschen.
20 weitere Bewerber erhalten einen Bücherscheck. 
Alle Bewerber erhalten nach Ende des Wettbewerbs eine Anthologie, in der sämtliche Texte der Preisträger veröffentlicht werden. Diese ist bei den Berliner Festspielen oder im Handel erhältlich.

## Forum
Das im Rahmen des Treffens junger Autor*innen stattfindende Forum richtet sich an Pädagogen. Neben der Möglichkeit des kollegialen Austauschs versteht es sich als Fortbildung, die sich unterschiedlichen Aspekten des kreativen Schreibens in Lehr-Lern-Kontexten widmet.

## Jury
Die Jury setzt sich aktuell zusammen aus Yevgeniy Breyger, Rabea Edel, Sulaiman Masomi, Ivy Nuss, Rike Scheffler, Daniela Seel, Valeria Gordeev, Kristin Höller und Olivia Wenzel.

## Ehemalige Teilnehmer
Ehemalige erfolgreiche Teilnehmer des Treffens junger Autor*innen sind unter anderem Tamara Bach, Anne Jentsch, Nefeli Kavouras, Antje Rávic Strubel, Jörg Albrecht, Martin Becker, Felicia Zeller, Marcus Brühl, Silke Andrea Schuemmer, Marcus Braun, Daniela Danz, Christian Filips, Nora Bossong, Lan Huong Le, Phuong Thao Le, Alexander Buresch, Sebastian Krämer, Kristina Dunker, Franziska Gerstenberg, Rabea Edel, Yevgeniy Breyger, Patricia Rehm, Susanne Hänsgen, Astrid Schalk; Susanne Heinrich, Paul Brodowsky, Katharina Schüttler, Catrin Barnsteiner, Maike Wetzel, Jonas Engelmann, Kirsten Fuchs, Simon Runkel, Sirka Elspaß, Timo Brandt, Jason Bartsch, Rudi Nuss und Finn-Ole Heinrich.